# Гвардия (футбольный клуб, Бишкек)
«Гвардия»-РУОР — ныне не существующий киргизский футбольный клуб, представлявший Бишкек. В 1995-1999 и 2002-2005 годах выступал в Высшей лиге Кыргызстана. Обладатель Кубка Кыргызстана 1996 года.

## История
Основан не позднее 1995 года, когда под названием АиК впервые выступил в Высшей лиге Кыргызстана, где на предварительном этапе в зоне «Север» стал лишь 4-м, однако в финальном этапе смог завоевать серебряные медали. В начале сезона-1995 представлял населённый пункт Иссык-Ата, но в ходе турнира сменил прописку на Бишкек.
В 1996 году снова стал серебряным призёром чемпионата, уступив только в «золотом матче» «Металлургу» (Кадамджай) 0:1; также выиграл Кубок Кыргызстана, победив в финале «Металлург» 2:0. Форвард команды Александр Мерзликин в том году стал лучшим бомбардиром чемпионата с 17 голами.
В 1996 году принимал участие в Азиатском Кубке чемпионов, где в первом раунде уступил казахстанскому «Елимаю» (2:4, 1:2). В 1997 году должен был выступать в первом раунде Кубка обладателей кубков Азии, но отказался от участия.
В 1997 году АиК завоевал бронзовые медали. С 1998 года клуб был взят на баланс Национальной гвардии КР и стал носить названия, ассоциированные с этой структурой — «Национальная гвардия»-АиК, «Национальная гвардия», СКНГ «Гвардия», РУОР-«Гвардия», «Гвардия»-РУОР.
В 1998 году команда снова стала бронзовым призёром, а в 1999 году заняла 6-е место в чемпионате.
В 2000-2001 годах она не выступала в Высшей лиге (в сезоне-2001 была победительницей северной зоны Первой лиги).
С 2002 года снова играла в высшем дивизионе, в этот период представляла также Республиканское училище олимпийского резерва (РУОР), значительную часть команды составляли молодые воспитанники училища.
В 2004 году новое поколение добивается наивысшего для себя успеха, заняв 4-е место в чемпионате. Однако в 2005 году клуб отыграл только первую половину сезона, после чего прекратил существование из-за финансовых проблем.
В 2013 году в Кубке Кыргызстана играла команда РУОР-97, а в 2016 году — РУОР, однако нет сведений, считали ли они себя правопреемниками клуба.

## Названия
- 1995 — АиК Иссык-Ата.
- 1995-1997 — АиК Бишкек.
- 1998 — «Национальная гвардия»-АиК.
- 1999 — СКНГ «Гвардия».
- 2001-2003 — РУОР-«Гвардия».
- 2004-2005 — «Гвардия»-РУОР.

## Тренеры
- Михаил Тягусов (1995—1998)
- Чинарбек Бейшембеков (2000—2005)[1]

## Таблица выступлений
| Год  | Лига                        | Место           | И  | В  | Н | П  | Мячи  | Бомбардир                |
| ---- | --------------------------- | --------------- | -- | -- | - | -- | ----- | ------------------------ |
| 1995 | Высшая (зона «Север»)       | 4 из 8          | 14 | 6  | 3 | 5  | 18-11 | Марат Израилов — 12      |
| 1995 | Высшая (Финал)              | 2 из 8          | 14 | 9  | 3 | 2  | 24-7  | Марат Израилов — 12      |
| 1996 | Высшая                      | 1-2 из 12       | 22 | 18 | 2 | 2  | 55-12 | Александр Мерзликин — 17 |
| 1996 | «Золотой матч»              | 2 из 2          | 1  | 0  | 0 | 1  | 0-1   | Александр Мерзликин — 17 |
| 1997 | Высшая                      | 3 из 10         | 18 | 13 | 1 | 4  | 38-15 | Сергей Лисичкин — 11     |
| 1998 | Высшая (зона «Север»)       | 2 из 8          | 14 | 10 | 2 | 2  | 38-9  | Александр Мерзликин — 13 |
| 1998 | Высшая (Финал)              | 3 из 8          | 14 | 9  | 1 | 4  | 21-11 | Александр Мерзликин — 13 |
| 1999 | Высшая                      | 6 из 12         | 22 | 9  | 4 | 9  | 34-28 | Виталий Мерзляков — 5    |
| 2000 | ?                           | ?               | ?  | ?  | ? | ?  | ?     | ?                        |
| 2001 | Первая (зона «Север»)       | ?               | ?  | ?  | ? | ?  | ?     | ?                        |
| 2001 | Первая (Финал зоны «Север») | 1 из 4          | 3  | 3  | 0 | 0  | 15-3  | ?                        |
| 2002 | Высшая                      | 7 из 10         | 18 | 4  | 3 | 11 | 16-33 | Сергей Чикишев — 7       |
| 2003 | Высшая (зона «Север»)       | 3 из 11         | 20 | 10 | 3 | 7  | 34-32 | Сергей Чикишев — 24      |
| 2003 | Высшая (Финал)              | 5 из 8          | 14 | 6  | 1 | 7  | 24-27 | Сергей Чикишев — 24      |
| 2004 | Высшая                      | 4 из 10         | 36 | 20 | 3 | 13 | 66-55 | Сергей Чикишев — 22      |
| 2005 | Высшая                      | 6 из 8 (снялся) | 14 | 5  | 1 | 8  | 18-37 | Баходыр Сайдумаров — 4   |